# جائزة جمناي
جائزة جمناي (بالإنجليزية: Gemini Award)‏ هي جوائز تُمنح لأحسن فيلم تلفزيوني ومسلسل تلفزيوني باللغة الإنجليزية في كندا. هذه الجائزة هي شبيهة بجوائز الإيمي في الولايات المتحدة الأمريكية.
تأسست من طرف الأكاديمية الكندية للسينما والتلفزيون. بدأت أول مراسيم منح هذه الجوائز عام 1986. يتم سنويا في مدينة تورونتو، أونتاريو منحها في 87 تصنيفا. تم تصميم التمثال من طرف سكوت تهورنلي.

## وصلات خارجية
- جائزة غيميني على موقع IMDb (الإنجليزية)
- الموقع الرسمي باللغة الإنجليزية